# 17983 Buhrmester
17983 Buhrmester este un asteroid din centura principală de asteroizi.

## Descriere
17983 Buhrmester este un asteroid din centura principală de asteroizi. A fost descoperit pe 10 mai 1999 la Socorro, New Mexico, în cadrul proiectului LINEAR. Asteroidul prezintă o orbită caracterizată de o semiaxă mare de 2,45 ua, o excentricitate de 0,20 și o înclinație de 3,7° în raport cu ecliptica.